# رجل قانون
رجل القانون هو شخص يتمتع بمعرفة وخبرة عالية بالقانون. وهو شخص يستطيع تحليل القانون والتعليق عليه. عادة ما يكون هذا الشخص باحثًا قانونيًا متخصصًا، وغالبًا ما يكون حاصلًا على مؤهل رسمي في القانون وغالبًا ما يكون ممارسًا قانونيًا. بالرجوع إلى القانون الروماني، فإن "الفقيه" (بالإنجليزية: jurist)‏ هو مستشار قانوني (بالإنجليزية: jurisconsult)‏ (باللاتينية: "iurisconsultus).  أما في اللغة العربية فيستخدم مصطلح "رجل القانون" أو "الفقيه القانوني" أو "الفقيه الحقوقي" وذلك لتمييزه عن الفقيه في الفقه الإسلامي.
إن مصطلح "رجل القانون" يختلف تعريفه من بلد لآخر، على سبيل المثال في المملكة المتحدة، غالبًا ما يُستخدم مصطلح "فقيه" للإشارة إلى الأكاديميين القانونيين، بينما في الولايات المتحدة يمكن أيضًا تطبيق المصطلح على القاضي.  وقد يكون مرادفًا للمحترف القانوني، ويعني أي شخص حاصل على درجة مهنية في القانون تؤهله للقبول في مهنة قانونية، بما في ذلك مناصب مثل القاضي أو المحامي. في ألمانيا والدول الاسكندنافية وعدد من الدول الأخرى يشير مصطلح "الفقيه" إلى شخص حاصل على شهادة مهنية في القانون. ومن ثم يمكن تطبيق هذا المصطلح على المحامين والقضاة والأكاديميين، بشرط أن يكونوا حاصلين على شهادة مهنية مؤهلة في القانون.

## فقهاء بارزون
بعض الفقهاء التاريخيين البارزين:
- سحنون
- ابن رشد
- أور نمو
- ليكرجوس أسبرطة
- سولون
- أمبيدكار
- أولبيان
- توماس أكويناس
- ألبيريكو جنتيلي
- فرانسيس بيكون
- وليام بلاكستون
- سيزاري بيكاريا
- جيرمي بنثام
- جون ستيوارت مل
- جون مارشال
- محمد إقبال
- فيليكس فرانكفورتر
- أوليفر وندل هولمز، الابن
- هانس كيلسن

## أنظر أيضا
- الفقيه في الفقه الإسلامي
- قاض
- محام
- مهن قانونية